# Diócesis de Fidenza
La diócesis de Fidenza (en latín: Dioecesis Fidentina y en italiano: Diocesi di Fidenza) es una circunscripción eclesiástica de la Iglesia católica en Italia. Se trata de una diócesis latina, sufragánea de la arquidiócesis de Módena-Nonántola. Desde el 17 de marzo de 2017 su obispo es Ovidio Vezzoli.

## Territorio y organización

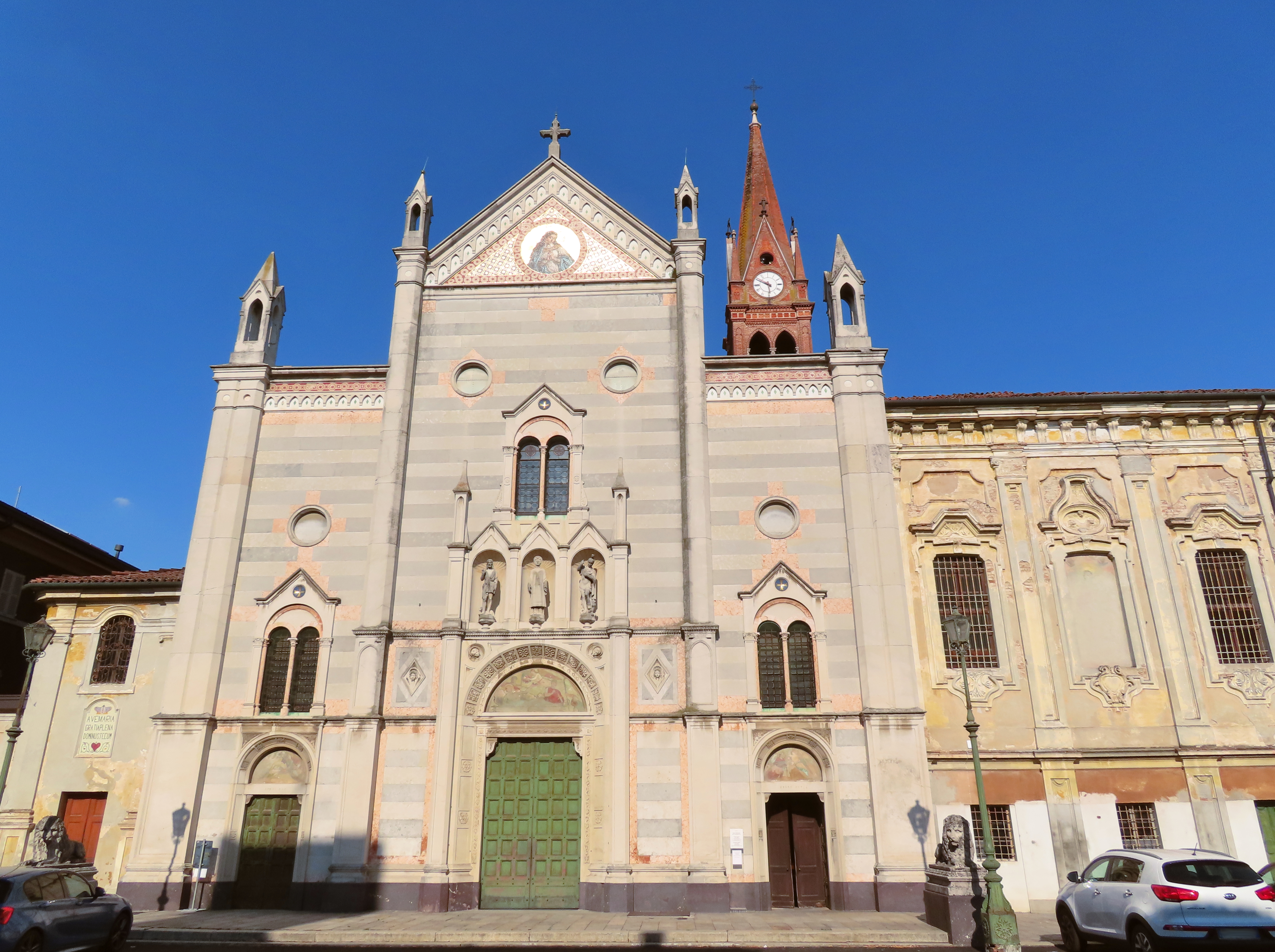
Basílica de San Lorenzo Mártir, en Monticelli d'Ongina

La diócesis tiene 415 km² y extiende su jurisdicción sobre los fieles católicos de rito latino residentes en parte de la región de Emilia-Romaña, comprendiendo en:
- la provincia de Parma las comunas de: Busseto, Fidenza, Noceto (solo la fracción de Borghetto), Pellegrino Parmense, Polesine Zibello, Roccabianca (solo las fracciones de Stagno y de Ragazzola) y Salsomaggiore Terme
- la provincia de Plasencia las comunas de: Castelvetro Piacentino, Monticelli d'Onginay Villanova sull'Arda.

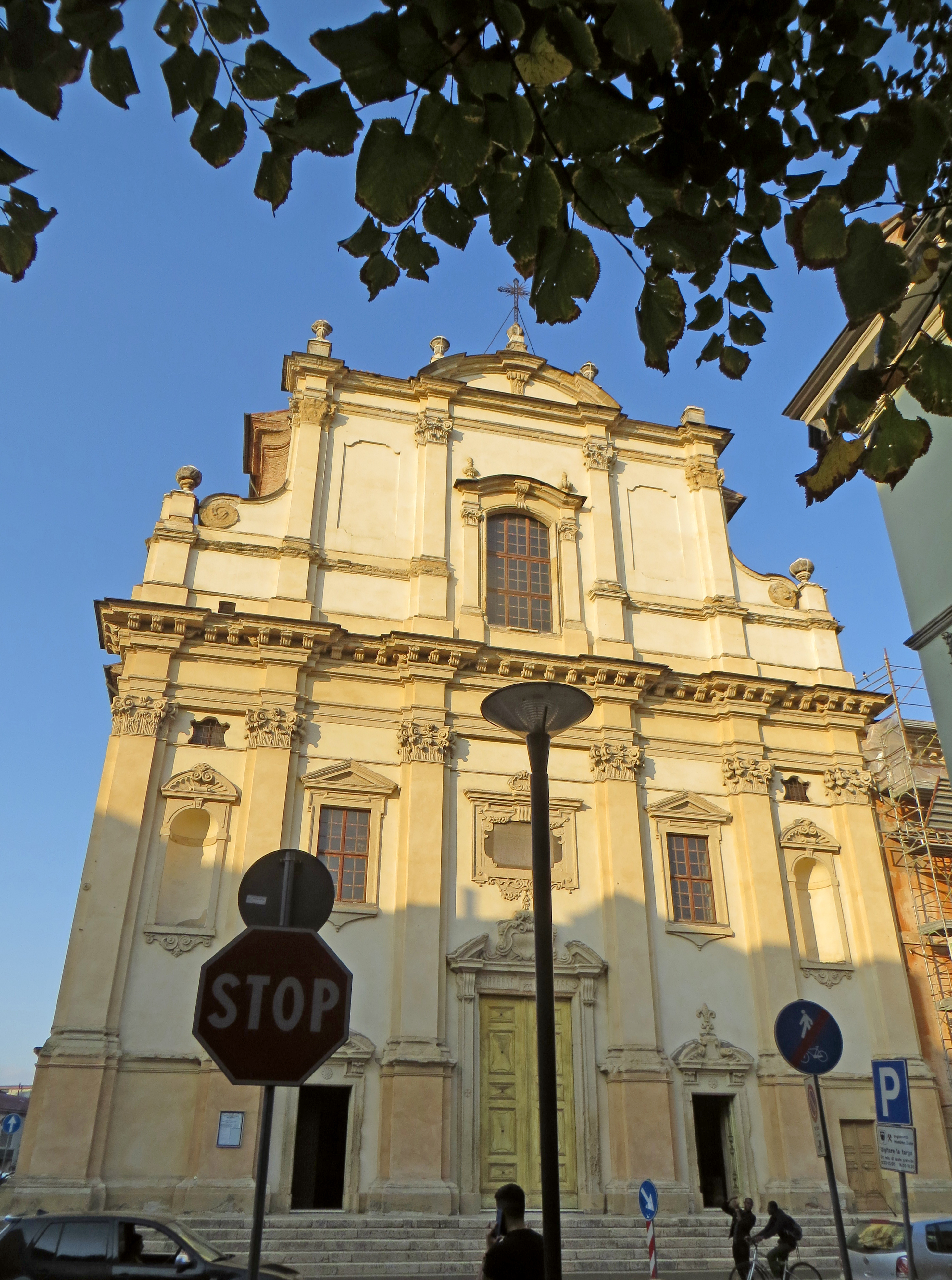
Santuario de la Gran Madre de Dios, en Fidenza

La sede de la diócesis se encuentra en la ciudad de Fidenza (hasta 1927 llamada Borgo San Donnino), en donde se halla la Catedral de San Donnino. En Monticelli d'Ongina se halla la basílica de San Lorenzo mártir.
En 2021 en la diócesis existían 70 parroquias agrupadas en 4 vicariatos: urbano e suburbano, Salsomaggiore Terme e Pellegrino Parmense, Busseto e Bassa Parmense y della Bassa Piacentina.
La diócesis reconoce 10 santuarios presentes en su territorio:
- San Donnino, en Fidenza (catedral)
- Nostra Signora di Lourdes, en Mezzano Chitantolo de Castelvetro Piacentino;
- Gran Madre di Dio, en Fidenza;
- Santo Nome di Maria, en Madonna dei Prati de Busseto;
- Beata Vergine delle Grazie, en Parola;
- Beata Vergine Maria Addolorata, en San Pedretto di Castelvetro Piacentino;
- Santo Bambino Gesù, en Sant'Agata de Villanova sull'Arda;
- Beata Vergine delle Grazie, en Monte Manolo de Pieve Cusignano de Fidenza;
- Beata Vergine delle Grazie en San Vitale de Salsomaggiore Terme;
- Assunzione di Maria Vergine, en Careno de Pellegrino Parmense.

## Historia
Al menos desde 1114 (pero quizás ya en el siglo IX) la iglesia de Borgo San Donnino estuvo exenta de la jurisdicción de los obispos vecinos y dependía directamente de la Santa Sede; estaba gobernada por un preboste que ejercía una jurisdicción cuasiepiscopal sobre la ciudad y el territorio circundante: el último de los prebostes fue Papirio Picedi, a quien el papa Clemente VIII eligió como primer obispo de la nueva diócesis.
La diócesis de Borgo San Donnino fue erigida, a petición del duque Ranuccio I Farnesio, mediante la bula Super universas del papa Clemente VIII del 12 de febrero de 1601. Además de Borgo San Donnino y su distrito, se añadieron las parroquias de algunas localidades de la diócesis de Cremona situadas en la margen derecha del río Po y en parte pasadas bajo el dominio de los Farnesio con la creación del Ducado de Parma y Placencia. La erección de la diócesis fue un homenaje del papa Aldobrandini al duque Ranuccio I Farnesio, quien en 1600 se había casado con la bisnieta del papa, Margherita Aldobrandini, al igual que la erección de la diócesis de Campli.
La erección de la nueva diócesis se debió también a la anexión (ilegal pero efectiva) del Estado Pallavicino al ducado farnesio entre 1587 y 1589, que permitió al duque de Parma controlar todas las ciudades al sur del Po que eclesiásticamente formaban parte de la diócesis de Cremona. La familia Farnesio prefirió así solicitar la fundación de una diócesis, controlada por ellos, en un territorio recién adquirido y poco claro y en aquel momento dirigida por Picedi, que había sido un diplomático a su servicio.
Originalmente sujeta inmediatamente a la Santa Sede, el 14 de diciembre de 1604 el papa Clemente VIII la hizo sufragánea de la arquidiócesis de Bolonia mediante la cédula consistorial Hodie in consistorio; en 1806 fue incluida en la provincia eclesiástica de Génova mediante la bula Expositum cum Nobis, pero ya en 1818 fue devuelta a la inmediata sujeción a la Sede Apostólica mediante la bula Sollicitudo omnium ecclesiarum.
El 16 de febrero de 1820, mediante la bula Paternae charitatis studium del papa Pío VII, cedió las parroquias de Brancere, Bosco Parmigiano, Stagno, Pieve, Ottoville, Zibello y Castelletto a la diócesis de Cremona.
El 22 de septiembre de 1927 tomó el nombre de diócesis de Fidenza (tras el cambio oficial del nombre de la ciudad con el real decreto del 6 de junio de 1927).
En 1948 la parroquia de Castellina, en la comuna de Soragna, pasó a la diócesis de Parma, mientras que la diócesis de Fidenza adquirió la parroquia de Castione Marchesi, fracción de la comuna de Fidenza, que pertenecía a la diócesis de Parma.
El 8 de diciembre de 1976 pasó a formar parte de la provincia eclesiástica de Módena (hoy Módena-Nonántola) mediante el decreto Ad maius Christifidelium de la Congregación para los Obispos.
Un nuevo cambio territorial se produjo el 14 de enero de 2003, cuando la diócesis de Fidenza adquirió 14 parroquias, 4 de la diócesis de Parma y 10 de la de Placencia-Bobbio, cediendo al mismo tiempo 2 parroquias a Parma y otras 2 a Placencia-Bobbio. A raíz de estos cambios, todas las parroquias de los territorios comunales de Monticelli d'Ongina, Salsomaggiore Terme y Pellegrino Parmense se unieron a la diócesis fidentina.

## Estadísticas
Según el Anuario Pontificio 2022 la diócesis tenía a fines de 2021 un total de 67 431 fieles bautizados.
de 
| Año                                                                             | Población            | Población | Población      | Sacerdotes | Sacerdotes    | Sacerdotes    | Bautizados por sacerdote | Diáconos permanentes | Religiosos | Religiosos | Parroquias |
| Año                                                                             | Bautizados católicos | Total     | % de católicos | Total      | Clero secular | Clero regular | Bautizados por sacerdote | Diáconos permanentes | Varones    | Mujeres    | Parroquias |
| ------------------------------------------------------------------------------- | -------------------- | --------- | -------------- | ---------- | ------------- | ------------- | ------------------------ | -------------------- | ---------- | ---------- | ---------- |
| 1950                                                                            | 63 000               | 63 000    | 100.0          | 95         | 80            | 15            | 663                      |                      | 18         | 164        | 57         |
| 1969                                                                            | ?                    | 64 526    | ?              | 95         | 77            | 18            | ?                        |                      | 21         | 158        | 58         |
| 1980                                                                            | 66 800               | 67 150    | 99.5           | 88         | 73            | 15            | 759                      |                      | 19         | 99         | 62         |
| 1990                                                                            | 64 150               | 65 000    | 98.7           | 75         | 64            | 11            | 855                      |                      | 14         | 76         | 60         |
| 1999                                                                            | 63 500               | 64 000    | 99.2           | 74         | 61            | 13            | 858                      | 5                    | 15         | 49         | 60         |
| 2000                                                                            | 63 500               | 64 000    | 99.2           | 69         | 61            | 8             | 920                      | 5                    | 10         | 49         | 60         |
| 2001                                                                            | 63 500               | 64 000    | 99.2           | 69         | 62            | 7             | 920                      | 5                    | 9          | 48         | 60         |
| 2002                                                                            | 63 500               | 64 000    | 99.2           | 67         | 63            | 4             | 947                      | 5                    | 5          | 37         | 60         |
| 2003                                                                            | 63 500               | 64 000    | 99.2           | 69         | 63            | 6             | 920                      | 5                    | 7          | 38         | 60         |
| 2004                                                                            | 72 973               | 73 473    | 99.3           | 72         | 64            | 8             | 1013                     | 5                    | 10         | 55         | 70         |
| 2006                                                                            | 72 431               | 73 287    | 98.8           | 68         | 61            | 7             | 1065                     | 11                   | 9          | 47         | 70         |
| 2013                                                                            | 65 000               | 72 082    | 90.2           | 52         | 43            | 9             | 1250                     | 12                   | 10         | 36         | 70         |
| 2016                                                                            | 65 189               | 71 928    | 90.6           | 49         | 42            | 7             | 1330                     | 16                   | 7          | 45         | 70         |
| 2019                                                                            | 69 363               | 71 650    | 96.8           | 44         | 38            | 6             | 1576                     | 16                   | 6          | 26         | 70         |
| 2021                                                                            | 67 431               | 70 075    | 96.2           | 43         | 36            | 7             | 1568                     | 16                   | 8          | 23         | 70         |
| Fuente: Catholic-Hierarchy, que a su vez toma los datos del Anuario Pontificio. |                      |           |                |            |               |               |                          |                      |            |            |            |

## Episcopologio

### Arciprestes
- Araldo † (1095-1142)
- Rinaldo † (1142-1144)
- Uberto dalla Porta † (1144-1162)
- Marco † (1162-1196)

### Prevostes
- Gherardo Sessi † (1196-1202)
- Tiberio † (1202)
- Ugo Sessi † (1203-1214)
- Guidotto Sessi † (1214-1235)
- Uberto Ottoni † (1235-1272)
- Gherardo Aldighieri † (1272-1284)
- Bussola Bussoli † (1284-1298)
- Ugolino Rossi † (1298)
- Rolando Rossi † (1298-1304)
- Gherardo Cornazzani † (1304-1317)
- Azzo da Correggio † (1318-1330)
- Donnino da Bazzano † (1330-1345)
- Paino Schizzi † (1345-1377)
- Giacomo Subinago † (1377-1406)
- Antonio Bernieri † (1406-1456)
- Giovanni Meti dei Grepaldi † (1456-1469)
- Leonardo Griffi † (1471-1485)
- Francesco da Corte † (1486-1502)
- Marc'Antonio da Corte † (1502-1527)
- Matteo Passardo † (1527-1528)
- Camillo Baldeo † (1550-1552)
- Pantaleone Bianchi † (1552)
- Giovanni Faloppio † (1553)
- Figliuccio Figliucci † (1553-1555)
- Guido Ascanio Sforza di Santa Fiora † (1555-1562 renunció)
- Alessandro Sforza di Santa Fiora † (1562-16 de mayo de 1581 falleció)
- Carlo Sozzi † (1582-1598)
- Papirio Picedi † (1598-1601)

### Obispos
- Papirio Picedi † (8 de enero de 1603-30 de agosto de 1606 nombrado obispo de Parma)
- Giovanni Linati † (4 de diciembre de 1606-13 de enero de 1620 nombrado obispo de Plasencia)
- Alfonso Pozzi † (30 de marzo de 1620-25 de agosto de 1626 falleció)
- Ranuccio Scotti Douglas † (22 de marzo de 1627-13 de marzo de 1650 renunció)
- Filippo Casoni † (27 de febrero de 1651-22 de julio de 1659 falleció)
- Alessandro Pallavicini, O.S.B. † (12 de enero de 1660-25 de mayo de 1675 falleció)
- Gaetano Garimberti, C.R. † (16 de diciembre de 1675-20 de marzo de 1684 falleció)
  - Sede vacante (1684-1686)
- Nicolò Caranza † (12 de agosto de 1686-25 de noviembre de 1697 falleció)
- Giulio Della Rosa † (21 de julio de 1698-31 de diciembre de 1699 falleció)
- Alessandro Roncovieri † (28 de mayo de 1700-31 de mayo de 1711 falleció)
- Adriano Sermattei † (30 de enero de 1713-15 de marzo de 1719 nombrado obispo de Viterbo y Tuscania)
- Gherardo Zandemaria † (15 de mayo de 1719-17 de diciembre de 1731 nombrado obispo de Plasencia)
- Severino Antonio Missini † (9 de junio de 1732-20 de enero de 1753 falleció)
- Girolamo Bajardi † (9 de abril de 1753-24 de agosto de 1775 falleció)
- Alessandro Garimberti † (29 de enero de 1776-2 de abril de 1813 falleció)
  - Sede vacante (1813-1817)
- Luigi Sanvitale † (28 de julio de 1817-21 de noviembre de 1836 nombrado obispo de Plasencia)
- Giovanni Tommaso Neuschel, O.P. † (21 de noviembre de 1836-27 de enero de 1843 nombrado obispo de Parma)
- Pier Grisologo Basetti † (22 de junio de 1843-16 de junio de 1857 falleció)
  - Sede vacante (1857-1859)
- Francesco Benassi † (20 de junio de 1859-27 de octubre de 1871 nombrado obispo de Guastalla)
- Giuseppe Buscarini † (24 de noviembre de 1871-9 de septiembre de 1872 falleció)
- Gaetano Camillo Guindani † (23 de diciembre de 1872-19 de septiembre de 1879 nombrado obispo de Bérgamo)
- Vincenzo Manicardi † (19 de septiembre de 1879-7 de junio de 1886 nombrado obispo de Reggio Emilia)
- Giovanni Battista Tescari † (7 de junio de 1886-8 de julio de 1902 falleció)
- Pietro Terroni † (22 de junio de 1903-28 de agosto de 1907 falleció)
- Leonida Mapelli † (14 de octubre de 1907-21 de febrero de 1915 falleció)
- Giuseppe Fabbrucci † (6 de agosto de 1915-9 de agosto de 1930 falleció)
- Mario Vianello † (6 de marzo de 1931-11 de marzo de 1943 nombrado arzobispo de Perugia)
- Francesco Giberti † (12 de mayo de 1943-19 de febrero de 1952 falleció)
- Paolo Rota † (28 de diciembre de 1952-31 de diciembre de 1960 falleció)
- Guglielmo Bosetti † (29 de marzo de 1961-1 de agosto de 1962 falleció)
- Mario Zanchin † (30 de septiembre de 1962-13 de agosto de 1988 retirado)
- Carlo Poggi † (13 de agosto de 1988-7 de septiembre de 1997 falleció)
- Maurizio Galli † (2 de abril de 1998-30 de junio de 2007 renunció)
- Carlo Mazza (1 de octubre de 2007-17 de marzo de 2017 retirado)
- Ovidio Vezzoli, desde el 17 de marzo de 2017